# Trois essais sur la théorie sexuelle
Trois essais sur la théorie sexuelle (en allemand : Drei Abhandlungen zur Sexualtheorie) est l'un des textes les plus importants de Sigmund Freud paru en 1905 dans lequel il expose ses théories sur la sexualité, en particulier chez l'enfant. Les Trois essais furent beaucoup remaniés par leur auteur entre 1905 et 1920.
En faisant remonter la sexualité à la prime enfance, Freud allait à l'encontre des conventions populaires d'une « innocence » de l'enfant, et l'ouvrage n'alla pas sans faire scandale.   

## Histoire du livre
Selon James Strachey, « ce livre constitue après L'interprétation des rêves, la contribution de Freud “la plus importante et la plus originale au savoir humain” ». Roger Perron considère que l'importance du livre tient au fait qu'il a « accompagné et favorisé, en ce qui concerne la sexualité, une profonde modification des modes de pensée, des pratiques éducatives et même des conduites ». L’« impact public » des Trois essais fut « amplifié par un certain parfum de scandale » dans « un début de XXe siècle officiellement pudibond ». Freud élargit en effet « la notion de sexualité au-delà des limites étroites dans lesquelles celle-ci était maintenue par sa définition conventionnelle » dans la mesure où il la fait remonter à la petite enfance. Le biographe de Freud Ernest Jones écrit : « Comment pardonner cette attaque contre l'innocence de l'enfance? ».
Selon Henri Ellenberger et Norman Kiell (qui a réuni les comptes rendus d'accueil de ce livre de Freud), l'ouvrage a cependant bénéficié d'appréciations favorables. Parmi dix-sept comptes rendus en langue allemande, d'Allemagne, d'Autriche, de Hongrie ou de Suisse, et en langue anglaise d'Angleterre ou des États-Unis, seulement trois lui ont été défavorables, les autres lui étant favorables ou enthousiastes comme ceux du criminologue Paul Naecke, de l’écrivain féministe Rosa Mayreder, du neurologue Albert Eulenberg, et aussi du médecin Magnus Hirschfeld ou du psychiatre Adolf Meyer. Kiell rapporte également que Die Fackel (La Torche), le journal de Karl Kraus, systématiquement opposé à la psychanalyse, a ouvert une exception de taille par rapport aux Trois essais. Le signataire du compte rendu, paru le 21 décembre 1905, Otto Soyka, a même été invité à devenir membre de la Société psychanalytique de Vienne, invitation qu'apparemment il déclina. 
D'après Élisabeth Roudinesco et Michel Plon, si Freud et l’historiographie officielle parlèrent de « réaction de rejet », c'est que l'ouvrage « ne fut pas reçu, lors de sa publication, comme le livre inaugural d'une théorie entièrement nouvelle de la sexualité humaine » — ce qu'il était —, mais seulement « comme un ouvrage savant parmi d'autres ». 
Ce n'est pas la parution des Trois essais qui déclencha la croisade anti-freudienne assimilant la psychanalyse à un pansexualisme ; ce furent des événements plus tardifs (et néanmoins liés à ce qu'avançait l'ouvrage) comme la publication de l’analyse du petit Hans, le développement international du mouvement psychanalytique ou la rupture avec Carl Gustav Jung à propos de la libido. Les Trois essais allaient faire dès lors l’objet de critiques grandissantes et successives en raison, selon Plon et Roudinesco « des passages sur les théories sexuelles infantiles et sur la disposition perverse polymorphe ». 
Freud n'aura d'ailleurs jamais autant remanié un de ses livres que celui-ci notent ils : entre 1905 et 1920, il y eut quatre éditions avec des profondes modifications à chaque publication.
« Le scandale des Trois Essais », écrivent ainsi Roudinesco et Plon, « réside dans l'abandon de la conception sexologique de la sexualité [...] pour une approche psychique du sexuel. [...] En arrachant la libido sexualis à la jouissance des médecins, Freud en fait le déterminant majeur de la psyché humaine ».   

### De la première édition aux ajouts ultérieurs
Les Trois essais  « ont été, avec L'interprétation du rêve, l'un des deux livres que Freud a le plus relus et révisés, de la 2e édition, parue en 1910, jusqu'à l'édition publiée en 1924 dans les Gesammelte Schriften ».
« Les changements les plus significatifs datent de 1915 » : sont alors ajoutées dans le 2e essai les sections 5 (La recherche sexuelle infantile) et 6 (Phases de développement de l'organisation sexuelle). Dans le 3e essai, Freud ajoute la section 3 (La théorie de la libido).
Le marquage des OCF.P permet de lire « comme un écrit indépendant les “Trois essais de 1905” et de constater que les “ajouts” ultérieurs, loin de concorder avec l'état originel, y introduisent des incohérences » dont Freud s'est d'ailleurs rendu compte.

## Composition de l'ouvrage
Les « trois essais » portent sur les sujets suivants :
- Ier essai. — « Les aberrations sexuelles »
  - Déviations par rapport à l'objet sexuel
  - Déviations par rapport au but sexuel
  - Généralités sur l'ensemble des perversions
  - La pulsion sexuelle chez les névrosés
  - Pulsions partielles et zones érogènes
  - Explication de l'apparente prépondérance d'une sexualité perverse dans les psychonévroses
  - Amorce de l'infantilisme de la sexualité

- IIe essai. — « La sexualité infantile »
  - La période de latence sexuelle de l'enfance et ses interruptions
  - Les manifestations de la sexualité infantile
  - Le but sexuel de la sexualité infantile
  - Les manifestations sexuelles masturbatoires
  - La recherche sexuelle infantile
  - Phases de développement de l'organisation sexuelle
  - Sources de la sexualité infantile

- IIIe essai. — « Les reconfigurations de la puberté »
  - Le primat des zones génitales et le plaisir préliminaire
  - Le problème de l'excitation sexuelle
  - La théorie de la libido
  - Différenciation entre homme et femme
  - La trouvaille de l'objet

## Traductions en français
- Trois essais sur la théorie de la sexualité, traduit par B. Reverchon-Jouve, Paris, Gallimard, 1923.
- Même titre, trad. revue par J. Laplanche et J.-B. Pontalis, Paris, Gallimard, 1962.
- Trois essais sur la théorie sexuelle, traduit par Ph. Koeppel, avec une préface de M. Gribinski, Paris, Gallimard, 1987.
- Trois essais sur la théorie sexuelle, Traducteurs: P. Cotet, F. Rexand-Galais, OCF.P, VI, Paris, PUF, 2006  (ISBN 2 13 053947 5); avec une préface de François Robert, PUF/Quadrige, 2010  (ISBN 978-2-13-057953-3)
- Trois essais sur la théorie sexuelle 1905-1924, traduction de l’allemand, notes et notice terminologique de Fernand Cambon, Introduction d'Alain Vanier, Vie et œuvre de Freud par Jacques Sédat, Paris, Flammarion, 2011[14].
- Trois essais sur la théorie sexuelle, traduction inédite par Olivier Mannoni, Cédric Cohen Skalli et Aline Weill, préface de Sarah Chiche, Paris, Payot, coll. "Petite Bibliothèque Payot, 2014  (ISBN 978-2228910705).